# Peugeot Type 136 e 144
Le Type 136 e 144 sono due autovetture prodotte dal 1911 al 1916 dalla casa automobilistica francese Peugeot.

## Profilo
Introdotta nel 1911, la Type 136 era una grossa spider con il compito di sostituire la Type 133. Le sue forme erano molto eleganti e le sue linee disegnavano un corpo vettura tra i più riusciti nei primi vent'anni della storia della Peugeot.
Disponibile in due varianti di allestimento, normale ed A, la Type 136 era equipaggiata da un motore a 4 cilindri da 3988 cm³ di cilindrata. Tale motore era in grado di spingere la vettura ad una velocità massima di 92 km/h, prestazioni sensibilmente migliorate rispetto alle sue antenate. Fu prodotta fino al 1913 in 235 esemplari.
Fu sostituita nello stesso anno dalla Type 144, anche disponibile in due versioni di allestimento, "normale" ed R. Rispetto alla Type 136 era più lunga di ben 25 cm ed era quindi più imponente nelle forme. Con la Type 136, la 144 condivideva il telaio e la meccanica, ma a differenza della sua antenata era anche disponibile in una seconda variante di carrozzeria, cioè la coupé de ville, variante che tra l'altro fu venduta in un buon numero di esemplari. In totale, la Type 144 fu prodotta in ben 1799 esemplari e la sua produzione si protrasse fino al 1916.